# 希博里夫卡
49°40′21″N 27°1′10″E / 49.67250°N 27.01944°E
希博里夫卡（羅馬化：Shchyborivka）是位於烏克蘭西部的村莊，由赫梅利尼茨基州裡赫梅利尼茨基區的希博里夫卡市鎮負責管轄，並為該市鎮的行政中心。該村面積0.85平方公里，海拔高度281米，2022年人口680，人口密度每平方公里862.7人。